# Dariday Róbert
Dariday Róbert névvariáns: Daridai (Budapest, 1928. február 21. – 2024. július 29.) magyar színész, rendező, a Békéscsabai Jókai Színház örökös tagja.

## Életpályája
Színészként a Színház- és Filmművészeti Főiskolán 1955-ben diplomázott. Vasdiplomája átvétele után pályájáról így nyilatkozott: 

„...nem szerettem volna színész lenni, de valahogy megtalált a pálya. Hadifogság után kerültem a főiskolára, már hallgatóként játszottam filmben is, Tolnai Klárikával az Egy asszony elindul-ban, 1949-ben. Az évfolyamunk 92 fővel indult, de csak tizenöten kaptunk diplomát. A tanári karból már senki nincs az élők sorában, és az évfolyamtársak közül is én vagyok az utolsó. A legendás Horváth Árpád Színészkollégiumban éltem, olyan emberekkel, akik meghatározták a későbbi évtizedek magyar színészetét: Psota Irénnel, Jancsó Miklóssal, Buss Gyulával…A Színház- és Filmművészeti Főiskola elvégzése után Pécsre kerültem, a Nemzetibe, a helyi rádió rendezője, szavalója voltam. Egy alkalommal Avar István helyett ugrottam be a Liliomfiba, reggel kaptam meg a 48 oldalas szöveget… Onnan Egerbe kerültem, később Lendvay Ferenc, a Miskolci Nemzeti Színház direktora foglalkoztatott. Keczer András békéscsabai igazgató hívott vendégszereplésre, így kerültem Békéscsabára...”

Pályáját a Pécsi Nemzeti Színházban kezdte. 1962-től az egri Gárdonyi Géza Színházhoz szerződött. 1966-tól a Miskolci Nemzeti Színház tagja volt. 1982-től a Békés Megyei Jókai Színház színművésze volt. A színészet mellett írással, díszlettervezéssel és rendezéssel is foglalkozott.

## Fontosabb színházi szerepei
- William Shakespeare: Vízkereszt... Orsinó, Illyria hercege
- William Shakespeare: Lear király... Gloster gróf
- William Shakespeare: Macbeth... Macduff, skót nemes; Menteith, skót nemes
- William Shakespeare: Hamlet... Hamlet atyjának szelleme
- William Shakespeare: Szentivánéji álom... Gyalu, asztalos
- William Shakespeare: Ahogy tetszik... Olivér
- Carlo Goldoni: A fogadósné... Albafiorita gróf
- Carlo Goldoni: Mirandolina... Fabrizio, a fogadó pincére
- Carlo Goldoni: Chioggiai csetepaté... Altiszt, törvényszéki kézbesítő
- John Steinbeck: Egerek és emberek... Gazda
- Friedrich Schiller: Stuart Mária... Burleigh
- Lev Nyikolajevics Tolsztoj - Sándor János: Anna Karenina... Alekszej Alakszandrovics Karenin
- Anton Pavlovics Csehov: Ványa bácsi... Alekszandr Vlagyimirovics Szerebrjakov, nyugalmazott egyetemi tanár
- Anton Pavlovics Csehov: Platonov szerelmei... Porfirej Szemjonovics Glagoljev, bankár
- Anton Pavlovics Csehov: Cseresznyéskert... Szimeonov-Piscsik, Borisz Boriszovics, földbirtokos
- Edmond Rostand: Cyrano de Bergerac... Castel-Jaloux
- Jean-Paul Sartre: Altona foglyai... Az apa
- Aldo Nicolaj: Hárman a padon... Lapaglia
- Ivan Stodola : Tea a szenátor úrnál... Bárdovszky
- Gárdonyi Géza: A bor... Ceglédi Pál
- Móricz Zsigmond: Légy jó mindhalálig... Pósalaky
- Jókai Mór: A kőszívű ember fiai... Baradlay Kázmér
- Darvas József: A térképen nem található... Bónis
- Örkény István: Tóték... Tót
- Háy Gyula: Appassionata... Marcell
- Kodolányi János: Végrendelet... János
- Szentmihályi Szabó Péter: Új Zrinyiász... dr. Czobor Béla; Operista; Török basa
- Száraz György: A nagyszerű halál... Damjanich
- Békés Pál: Pincejáték... Boros
- Csukás István: Bohóc az egész család... Nagypapa
- László Endre: Csinn-bumm cirkusz... Istállómester
- Eisemann Mihály: Én és a kisöcsém... Kelemen Félix
- Franz von Suppé:Boccaccio... Lotheringi bodnár
- Iszaak Oszipovics Dunajevszkij: Szabad szél... Gall Cézár
- Csukás István – Bergendy István: Bohóc az egész család ... meg a postás is ... Nagypapa, hipnotizőr
- Koltay Gábor – Koltay Gergely – Kormorán együttes: Trianon... Narrátor

## Filmek, tv
- Egy asszony elindul (1949)
- Simon Menyhért születése (1954)
- Megszállottak (1962)
- Pesti háztetők (1962)
- A menekülő herceg (1973)
- Sztyepancsikovo falu és lakói (1986)

## Rendezéseiből
- Barta Lajos: Szerelem
- Nicolaj: Hárman a padon
- Carlo Collodi–Litvai Nelli: Pinokkió
- Dariday: A csizmás kandúr
- Ságodi: Piroska és a farkas
- Pesti háztetők

## Díjai, elismerései
- A Békéscsabai Jókai Színház örökös tagja (2020)
- Gálfy László Gyűrű-díj (2021)[3]
- Békéscsaba Kultúrájáért (2022)[4]